# Wolfgang Neff
Wolfgang Neff (Praga, 8 settembre 1875 – Praga, 10 giugno 1939) è stato un regista e attore austriaco Nato all'epoca dell'impero austro-ungarico, diresse circa una settantina di film muti tra gli anni dieci e venti del Novecento.

## Filmografia

### Regista

#### 1916
- Und die Gerechtigkeit fand den Weg (1916)
- Die Vier Finger (1916)

#### 1919
- Die Erbschaft von New York (1919)
- Sklaven des Kapitals (1919)

#### 1920
- Eine Frauenschönheit unter dem Seziermesser, co-regia di Heinz Sarnow (1920)
- Das Geheimnis der Mitternachtsstunde (1920)
- Der Plan der Drei (1920)
- L'uomo in trappola (Der Mann in der Falle) (1920)
- Die Sklavenhalter von Kansas-City (1920)
- Nat Pinkerton im Kampf, 1. Teil - Das Ende des Artisten Bartolini (1920)
- Aapachenrache, 4. Teil - Der Affenmensch (1920)
- Der Unerkannte (1920)
- Rafaello - Das Rätsel von Kopenhagen 1 (1920)
- In den Goldfeldern von Nevada (1920)
- Der Spitzel (1920)
- Der schwarze Gast (1920)
- Der Schrecken der Millionäre (1920)
- Il manifesto verde (Das grüne Plakat) (1920)

#### 1921
- Nat Pinkerton im Kampf, 2. Teil - Diebesfallen (1921)
- Großstadtmädels - 1. Teil (1921)
- Großstadtmädels, 2. Teil - Erlebnisse aus Berlin (1921)
- Il delitto di Walstreet (Verbrechen in der Wallstreet 13) (1921)
- Das Achtgroschenmädel, Teil 1 (1921)
- Das Achtgroschenmädel. Jagd auf Schurken. 2. Teil  (1921)
- Großstadtmädels - 3. Teil (1921)
- Hände hoch (1921)
- Kinder der Strasse (Kinder der Straße) (1921)
- Das Kind der Strasse, 2. Teil (1921)
- Razzia (1921)
- Die Hafenlore, 2. Teil
- Die Hafenlore, 1. Teil
- Die Brillantenmieze, 2. Teil
- Die Brillantenmieze, 1. Teil
- Die kleine Midinette
- Apachenrache, 3. Teil - Die verschwundene Million

#### 1922
- Die Liebeslaube
- Brudermord
- Morast
- Schamlose Seelen oder Ein Mädchenhandel
- Bummellotte
- Der Heiratsschwindler
- Divankatzen
- Die Königin von Whitechapel
- Die Fürstin der Ozeanwerft

#### 1923
- Die Frau aus dem Orient (1923)

#### 1924
- Die Luftfahrt über den Ozean
- Das Herz der Lilian Thorland

#### 1925
- Aschermittwoch (1925)
- Die Kleine aus der Konfektion
- Das alte Ballhaus - 2. Teil
- Das alte Ballhaus - 1. Teil
- Volk in Not

#### 1926
- Herbstmanöver (1926)
- Wie bleibe ich jung und schön - Ehegeheimnisse

#### 1927
- Deutsche Frauen - Deutsche Treue
- Der Kavalier vom Wedding
- Zirkus Renz
- Die Lorelei
- Ich war zu Heidelberg Student
- Die Hafenbraut
- Es steht ein Wirtshaus an der Lahn
- Das Mädchen aus Frisco
- Wien, Wien - Nur du allein

#### 1928
- Wer das Scheiden hat erfunden (1928)
- Das Hannerl von Rolandsbogen (1928)

#### 1929
- Morgenröte, co-regia di Burton George (1929)

#### 1930
- Ratten der Grosstadt (1930)
- Sturm auf drei Herzen (1930)

### Attore
- Die Czernowska, regia di Charles Decroix (1913)
- Brutal, regia di Charles Decroix (1913)
- Der Fleck, regia di Charles Decroix (1914)
- Der Fall Hoop, regia di William Kahn (1916)
- Die Vier Finger, regia di Wolfgang Neff (1916)
- Wehrlose Opfer, regia di Richard Eichberg (1919)
- Die andere Welt, regia di Lorenz Bätz (1920)